# Гра в брехню
«Гра в брехню» (ісп. Juego de mentiras) — американська теленовела, створена Себастьяном Аррау. У головних ролях Арап Бетке, Альтаїр Джарабо та Марія Еліза Камарго. Виходив на телеканалі Telemundo з 7 березня по 4 липня 2023 року.

## Сюжет
Теленовела розповідає про зникнення Адріани Моліни. Головним підозрюваним у можливому вбивстві є її чоловік Сезар Феррер. Щоб не втратити свою восьмирічну доньку, Сезар самостійно розслідує зникнення дружини. Його пошуки доказів зникнення Адріани приводять його до висновку, що вона жила подвійним життям і мала коханця з багатої та впливової родини.

## У ролях
- Арап Бетке — Сезар Феррер
- Альтаїр Харабо — Каміла дель Ріо
- Марія Еліза Камарго — Адріана Моліна
- Родріго Гуірао — Франсіско Хав'єр дель Ріо
- Синтія Клітбо — Рената дель Ріо
- Едуардо Яньєс — Паскуаль дель Ріо
- Пепе Гамес — Хесус «Чуї» Марін
- Альберто Казанова — Елвіс Баррос
- Алісія Мачадо — Алехандра Едвардс
- Беатріс Вальдес — Ельвіра Гомес
- Габріела Вергара — Єва Рохас
- Патрісіо Гальярдо — Томас дель Ріо
- Барбара Гарофало — Інес Уррутія
- Марія Лаура Кінтеро — Лінда Маркес
- Каміла Нуньєс — Ноелія Феррер

## Сезони
| Сезон | Епізоди | Епізоди | Оригінальний показ | Оригінальний показ | Оригінальний показ |
| Сезон | Епізоди | Епізоди | Перший показ       | Останній показ     | Мережа             |
| ----- | ------- | ------- | ------------------ | ------------------ | ------------------ |
| 1     | 76      | 76      | 7 березня 2023     | 4 липня 2023       | Telemundo          |

## Аудиторія
| Країна трансляції | Сезон | Розклад                                                      | Серії | Перший ефір      | Перший ефір | Останній ефір  | Останній ефір | Середній бал |
| Країна трансляції | Сезон | Розклад                                                      | Серії | Дата             | Дата        | Дата           | Дата          | Середній бал |
| ----------------- | ----- | ------------------------------------------------------------ | ----- | ---------------- | ----------- | -------------- | ------------- | ------------ |
| США               | 1     | 20:00 — 20:45 (епізоди 1 —50) 00:00 — 00:45 (епізоди 51 —76) | 76    | 7 березня 2023 р | 0,86        | 4 липня 2023 р | Н/Д           | 0,73         |